# 神明神社 (羽生市)
神明神社（しんめいじんじゃ）は、埼玉県羽生市の神社。

## 歴史
創建年代は不明である。ただ江戸時代後期の地誌『新編武蔵風土記稿』に記載されていることから、その頃には既に存在していたものと推測される。北袋村には当社「神明社」の他に「稲荷社」「弁天社」があり、村の鎮守は「稲荷社」であった。
この3社とも「金乗院」が別当寺であった。金乗院は明治初期の神仏分離により、廃寺に追い込まれた。また皇室の復権に伴い、皇祖神たる天照大神の地位が高まったことにより、神明社の格も高まった。そして稲荷社を合祀し、旧稲荷社の境内を新神明社の境内にすることになった。そういう経緯により、当社は「お稲荷様」とも呼ばれている。その後、近代社格制度に基づく「村社」に列せられた。

## 交通アクセス
- 羽生駅より徒歩33分。